# Ziclague
Ziclague era uma cidade simeonita localizada ao sul de Judá.

## No dias de Davi
Por um período de tempo Ziclague ficou sob controle filisteu. Aquis, rei de Gate, deu-a ao fugitivo Davi como lugar de morada.
Os amalequitas atacaram e incendiaram a cidade, levando cativos, incluindo as esposas de Davi, Ainoã e Abigail. Depois de derrotar os incursores e recuperar os cativos, bem como as coisas tomadas, Davi, de Ziclague, enviou alguns dos despojos da batalha para seus amigos, anciãos de Judá em várias cidades. Muitos homens poderosos, armados, juntaram-se a Davi em Ziclague, e foi ali que ele recebeu a notícia, 3 dias depois, da morte do Rei Saul.

## Localização atual
Não se sabe ao certo a identificação atual do local onde ficava  a antiga Ziclague. No entanto, alguns historiadores preferem identificá-la com Tell esh-Shari'ah (Tel Sera'), a uns 7 quilômetros ao leste de Gerar e 22 quilômetros ao noroeste de Bersebá.